# Gußwerk
Gußwerk is een plaats en voormalige gemeente in de Oostenrijkse deelstaat Stiermarken. Het is een ortschaft van Mariazell, dat deel uitmaakt van het district Bruck-Mürzzuschlag.
De gemeente maakte tot eind 2012 deel uit van het district Bruck an der Mur en vervolgens van Bruck-Mürzzuschlag. Ze telde in 2014 1227 inwoners. Gußwerk ging op 1 januari 2015 samen met Halltal en Sankt Sebastian op in de gemeente Mariazell.

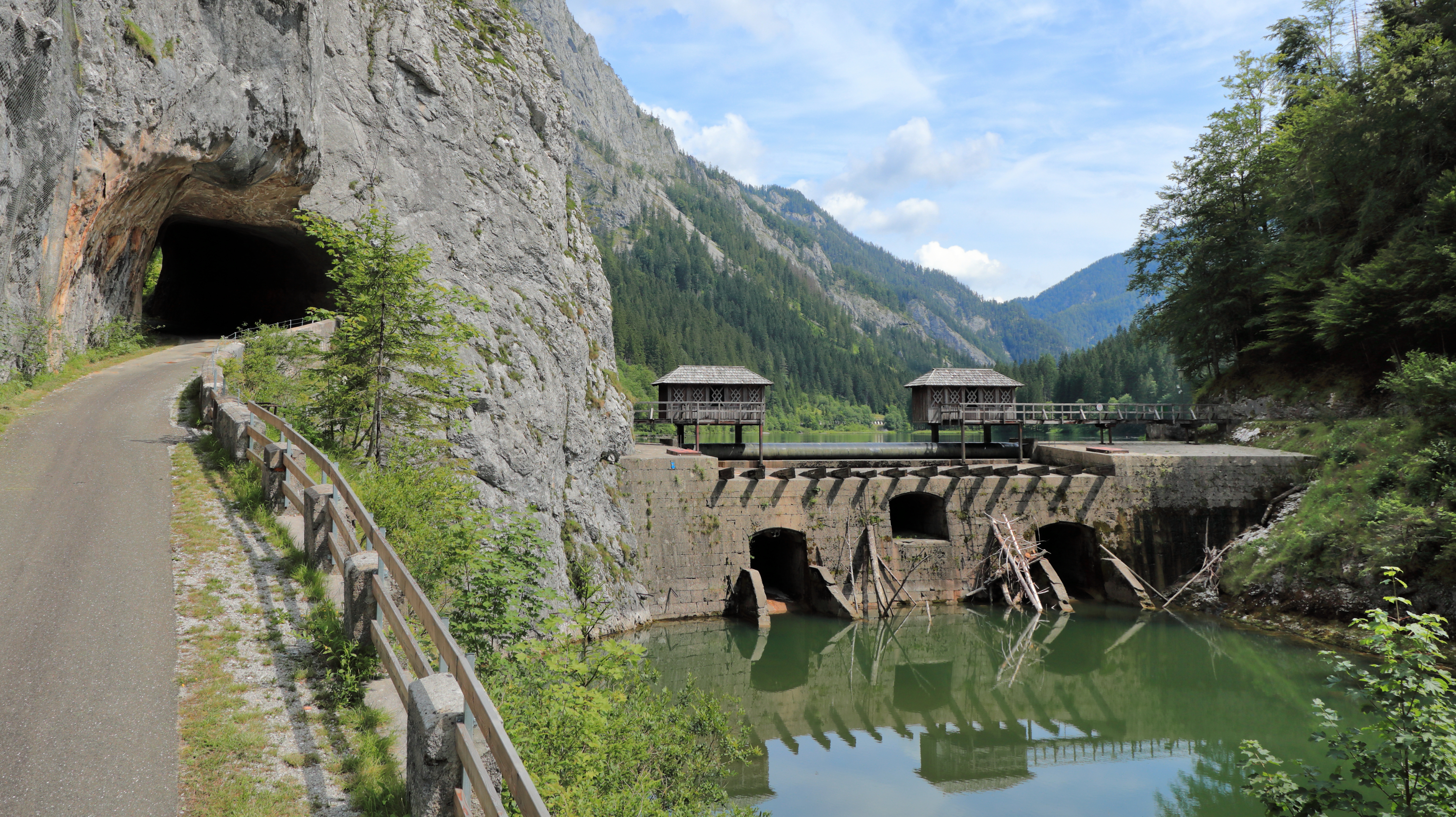

Stadsgemeenten:
Bruck an der Mur · Kapfenberg · Kindberg · Mariazell · Mürzzuschlag

Marktgemeenten:
Aflenz · Breitenau am Hochlantsch · Krieglach · Langenwang · Neuberg an der Mürz · Sankt Barbara im Mürztal · Sankt Lorenzen im Mürztal · Sankt Marein im Mürztal · Thörl · Turnau

Overige gemeenten:
Pernegg an der Mur · Spital am Semmering · Stanz im Mürztal  · Tragöß-Sankt Katharein